# Emmi Siren
Emmi Siren (23 februari 2001) is een voetbalspeelster uit Finland. Ze speelt als verdediger en middenvelder voor Dijon FCO in de Division 1.

## Clubcarrière
Siren kwam uit in de jeugdopleiding van TPS. Voor deze club maakte ze ook haar debuut in de Kansallinen Liiga, het hoogste vrouwenvoetbalniveau van Finland. Ze kwam vier seizoen uit voor deze club alvorens ze overstapte naar competitiegenoot KuPS. Na afloop van het seizoen 2023 werd ze verkozen tot 'beste verdediger'. In 2024 vertrok Siren naar Denemarken waar ze sindsdien voetbalde voor FC Nordsjælland.
Siren maakte in augustus 2025 de overstap naar het Franse Dijon FCO.

## Statistieken
| Seizoen | Club            | Land       | Competitie        | Wedstrijden | Doelpunten |
| ------- | --------------- | ---------- | ----------------- | ----------- | ---------- |
| 2018    | TiPS            | Finland    | Kansallinen Liiga | 24          | 3          |
| 2019    | TiPS            | Finland    | Kansallinen Liiga | 23          | 0          |
| 2020    | TiPS            | Finland    | Kansallinen Liiga | 16          | 1          |
| 2021    | TiPS            | Finland    | Kansallinen Liiga | 23          | 4          |
| 2022    | KuPS            | Finland    | Kansallinen Liiga | 23          | 9          |
| 2023    | KuPS            | Finland    | Kansallinen Liiga | 14          | 1          |
| 2023/24 | FC Nordsjælland | Denemarken | Elitedivisionen   | 8           | 10         |
| 2024/25 | FC Nordsjælland | Denemarken | Elitedivisionen   | 23          | 1          |
| 2025/25 | Dijon FCO       | Frankrijk  | Division 1        | 0           | 0          |
| Totaal  | Totaal          | Totaal     | Totaal            | 154         | 19         |

Laatste update: 3 augustus 2025

## Interlandcarrière
Siren maakte haar debuut voor de Finse nationale ploeg op 6 september 2022 in een wedstrijd tegen Zweden. Ook kwam ze in 2024 uit in de kwalificatiereeks voor het EK 2025.

## Privé
De tweelingzus van Siren, Oona Siren, is eveneens profvoetbalspeelster.